# Marin de Águila
Marin de Águila (鷲星座の魔鈴 Īguru no Marin?) es un personaje de ficción del manga y animé Saint Seiya, conocido como Los Caballeros del Zodiaco. Es el Santo de Plata de Águila y maestra de entrenamiento de Seiya. El Patriarca le asignó a Seiya como discípulo, cuando él fue al Santuario para realizar su entrenamiento como Santo, debido a que Marin era de origen japonés, al igual que Seiya y Seika.

## Características

### Apariencia
Durante casi toda la serie, pareció que Marín era la hermana de Seiya, duda que introdujo Asterion, debido a que Marín también buscaba a su hermano menor, Touma. 
Marin es atractiva y bien proporcionada. Tiene el cabello de color castaño rojizo y un largo intermedio, se desconoce su auténtico color de ojos, pero como figura de acción tiene ojos de color marrón, al igual que en la Saga de Poseidón, cuando Kasa realiza una ilusión de ella quitándose la máscara delante de Seiya cuando esto sucedió se pudo ver que su rostro tenía un porte fino. Se desconoce su rostro, puesto que nunca se quitó la máscara (a menos que sea en la saga de las 12 casa cuando Marin se la quita para dejar que Seiya pase por las rosas envenenadas de Afrodita de Piscis) a pesar de que Alberich la haya atacado con un ácido desconocido, que a ella parece haberla irritado, además ella misma le dice que eso era "injusto", en la saga de Hades, Thanatos lanza un ataque contra ella y Shaina, donde esta pierde la máscara, pero la de Marin solo sufre unas cuantas grietas. Algunos fanes suponen que su color de ojos es azul (en su auténtico rostro), aunque en la ilusión que proyecta Lymnades durante la saga de Poseidón, Marin aparece con los ojos marrones.

### Personalidad
Marin ha demostrado su personalidad como todo santo femenino de Atenea, justiciera y valiente con tal de defender a los débiles. Ha sido bastante fuerte con Seiya al inicio de la serie, como su maestra, pero también demuestra preocupación a él, como se demostró después de su lucha con Hades, o cuando el iba a ser asesinado por Touma de Icaro. En la película canónica Tenkai Hen Overture demostró tener cariño a su hermano menor perdido, sosteniendo su cuerpo poco después de ser derrotado por su alumno Seiya de Pegaso.
Al igual que Seiya, siempre tuvo la ilusión de encontrar a su hermano perdido, por eso algunos santos de plata asumieron que se trataba de los mismos hermanos que no se reconocían. En la serie original se mencionó que Marin perdió la memoria cuando en el Santuario le colocaron la máscara, cosa que parece falsa al tener ella recuerdos bastante vívidos durante el manga canónico Next Dimension.

## Historia

### Infancia
Cuando Marin y Touma eran niños, sus padres fueron asesinados por bandidos mientras ellos eran golpeados por los bandidos e intentaban protegerse entre sí. Desde entonces, Touma prometió ser fuerte para proteger a su hermana. Por ello, y bajo circunstancias desconocidas, terminó en el Olimpo como un sirviente de los dioses, con deseos de convertirse en uno y ser fuerte. Mientras Touma escapó para alcanzar el poder de los dioses, Marin viajó a Grecia y tuvo un difícil entrenamiento para convertirse en un Santo de Plata. En el anime, se logra evidenciar una vieja amistad con Aioria Santo de Oro de Leo, por quien al parecer sentía algo más que eso.

### Antes de Las 12 Casas
En el Santuario, fue la maestra de Seiya, quien le hizo ganar la Cloth de Pegaso, esto hizo que tuviera cierta rivalidad Shaina
Más tarde cae en la trampa de Shaina que trata de vengarse por la derrota de su discípulo, consiguiendo un combate de entrenamiento. Shaina empieza probando a Marin y aunque consigue esquivar no puede aguantar la lucha cuerpo a cuerpo y se ve obligada a retroceder, cansada y jadeando. Shaina se burla de ella y le hace ver que este es un combate de verdad por lo que Marin se pone en guardia pero cae noqueada con un simple Garra de Trueno.
Shaina no deja que Marin se pueda recuperar y la sigue golpeando hasta que queda a su merced, entonces Shaina cambia de estrategia y se abalanza sobre Marin usando sus puños que la golpean aún más fuerte.
Shaina golpea a Marin sin piedad dándole una paliza brutal, Marin no puede reaccionar ante una serie de puñetazos tan demoledores y comienza a sangrar abundantemente pero rápidamente Aioria interrumpe la pelea salvando a Marin antes de que Shaina la mate.
Desde un inicio, se puede ver que sospechaba de las malas intenciones que el Patriarca tenía hacia Athena, ya que sabía que Saori Kido era la verdadera reencarnación de la Diosa, incluso desde mucho antes que los Santos Dorados lo supiesen. También observó como el Santo de Cristal era controlado por el Satán Imperial del Patriarca, avisando a Seiya, para que fuese en ayuda de Hyoga. 
Más tarde fue enviada junto a Misty de Lagarto, un Santo de Plata, para asesinar a Seiya. Durante el encuentro, parece atravesar el corazón del Pegaso, pero no fue más que un engaño. Tras esto, se retira del campo de batalla, reapareciendo para enfrentar a otro Santo de Plata, Moses de Ballena. Esta vez fue vencida y muy herida. Inconsciente, Marin es atada, boca abajo, en unos maderos y sobre el mar, para atraer a Seiya, ya que de lo contrario, moriría ahogada. 
Una vez el Pegaso llega al lugar, derrota a Moses, quien revela que Marín es su hermana, pero cae ante el poder de Asterión de Perros de Caza, otro Santo de Plata, quien podía leer la mente de sus adversarios. En ese momento, Marin fue liberada por Kiki y derrotó a un confundido Asterion, ya que al crear un vacío en su mente, le impidió leer sus pensamientos. Cuando Seiya es encontrado por sus amigos, Marin ya había desaparecido, pero dejó un mensaje en la arena: "Seiya, protege a Atenea".

### Batalla de Las 12 Casas
Marín, siendo informada por June de que Seiya y los demás Caballeros de Bronce han penetrado en las doce Casas, reaparece en el Santuario para intentar ayudar a Seiya, cuando éste se encontraba en el Templo de Leo. En su camino se enfrenta con Jaki, un soldado cruel y violento, pero poco puede hacer frente a Jaki debido a su enorme fuerza. Ella queda impactada cuando se entera de que el mismo Patriarca prometió convertirlo en caballero a cambio de matarla. Jaki la atrapa entre sus brazos, la aprieta y hace sufrir lentamente, Marin trata de liberarse y termina cayendo por un acantilado con Jaki; desaparece otra vez.
Marin vuelva a aparecer para proteger a Seiya del camino de rosas de Afrodita de Piscis al darle su máscara, para luego caer exhausta. Tras esto, Marin es auxiliada por Shaina de Ofiuco, a quien le revela que escaló Star Hill, el monte al que solo los Patriarcas pueden subir, encuentra ahí el cadáver del verdadero Patriarca asesinado 13 años antes; descubre que el actual es un impostor. Luego, solo está en el suicidio de Saga frente a Athena.

### Saga de Asgard
Intenta informar a los Santos de Bronce, del secreto de Syd de Mizar Zeta, quien posee una sombra, gracias a la cual pudo derrotar a Aldebaran de Tauro. Sin embargo, en su camino se encuentra con Alberich de Megrez Delta con quien debe enfrentarse. El combate parece ventajoso para ella, ya que el Dios Guerrero no poseía gran poder físico, pero sí una gran inteligencia, por lo que Marin termina engañada y derrotada, para ser encerrada en una Amatista. Una vez que Alberich es derrotado por Shiryu, ella es liberada. Marin es encontrada por Shaina a la que le cuenta el secreto de Syd y su sombra.

### Saga de Hades
Aparece con Seika, la hermana mayor de Seiya, que había perdido la memoria, por lo que estuvo perdida durante seis años, hasta que fue encontrada en el pueblo cerca del Santuario. Después resultó herida tras proteger con su cuerpo a Seika, cuando Thanatos, el Dios de la Muerte, intentaba matarla y así atormentar a Seiya.

### Next Dimension
Aparece cuidando el cuerpo de Seiya después de la partida de Athena. Es atacada por Touma quien se disponía a matar a Seiya pero es rescatada por Hyoga justo a tiempo, Marin y Shaina se quedan cuidando a Seiya mientras Hyoga va a buscar a Saori.
Shaina cuida a Seiya cuando de repente se acerca a él levantando sus garras con la intención de atacarlo, entonces llega Marin y Shaina detiene su ataque, decide marcharse argumentando que se siente mal. Llega a un lugar entre los Templos de Escorpio y Sagitario. Allí comienza a buscar entre los escombros cuando llega Marin. En ese momento, Shaina descubre entre los escombros un emblema del Templo Maldito de Ofiuco. Shaina, atormentada, le dice a Marin que el final de la Tierra se acerca.
Tras esto Shaina, en una especie de trance, ataca a Marin. Tras un pequeño enfrentamiento, Marin deja a Shaina inconsciente al darle un golpe en la boca del estómago.

## Técnicas especiales
1. Meteoro: Es el ataque básico de Marin y el que le enseñó a Seiya. Concentra su cosmos Proyecta con su puño en dirección a su rival cien golpes por segundo a una velocidad tres veces superior a la del sonido.
2. Destello del águila: En esta técnica, Marin da un gran salto para luego lanzar desde el aire una fuerte patada e impactar al enemigo con ella.
3. Golpe vacío: Se trata de una técnica ilusoria, disuasoria y no ofensiva utilizada por Marin de Águila mediante un rápido movimiento para simular que ejecuta un golpe mortal contra su supuesto adversario.

- Datos: Q3293190